# یودانگودی
یودانگودی (به انگلیسی: Udangudi) یک زیستگاه انسانی در هند است که در Thoothukudi district واقع شده‌است.

## خصوصیات
یودانگودی ۱۹٬۳۴۷ نفر جمعیت دارد.